# Hustler (Wisconsin)
Pour les articles homonymes, voir Hustler (homonymie).
Hustler est un village du comté de Juneau, dans l'État du Wisconsin, aux États-Unis. En 2020, il comptait une population de 162 habitants.